# Дересия
Дересия (фр. Deressia) — город и супрефектура в Чаде, расположенный на территории региона Танджиле. Входит в состав департамента Восточное Танджиле.

## География
Город находится в юго-западной части Чада, к северу от реки Логон, на расстоянии приблизительно 285 километров к юго-востоку от столицы страны Нджамены. Абсолютная высота — 341 метр над уровнем моря.

## Население
По данным официальной переписи 2009 года численность населения Дересии составляла 50 113 человек (24 173 мужчины и 25 940 женщин). Население города по возрастному диапазону распределилось следующим образом: 53,5 % — жители младше 15 лет, 44,3 % — между 15 и 59 годами и 3,2 % — в возрасте 60 лет и старше.

## Транспорт
Ближайший аэропорт расположен в городе Чагин-Голо.